# 愛出貓
愛出貓（英語：Trick or Cheat）是一部2009年9月3日至23日上映的香港校園喜劇，以《愛·鬥大》的大部份班底拍攝。
根據《電影檢查條例》，本片列為兒童不宜（IIA）。

## 誹謗事件
2009年10月15日，補習天王高式卡向電影的出品人及製作人等提出誹謗的起訴，指其在電影中的角色「高式古Seven Ko」對他影射，並使他形象受損。之後推出的DVD把名字改為陳順發Oxide Chan。

## 姊妹作
- 愛·鬥大

## 外部連結
1. ↑  . 東方日報. 2009-10-16  [2009-10-16]. （原始内容存档于2009-10-18）.
2. ↑  . 文匯報. 2009-10-16  [2009-10-16]. （原始内容存档于2009-10-19）.